# Masters de Canadá 2013
El Rogers Cup 2013 es un torneo de tenis que se juega en canchas duras al aire libre. Se trata de la edición 124 ª (para los hombres) y la 112 (para las mujeres) del Abierto de Canadá, y es parte de los ATP World Tour Masters 1000 de la ATP World Tour 2013, y de los WTA Premier 5 en los torneos del WTA Tour 2013. Caso de los hombres se llevará a cabo en el estadio Uniprix de Montreal, del 3 agosto hasta 11 agosto y las mujeres en el Rexall Centre de Toronto, de 3 agosto a 11 agosto, el cual pertenece a un conjunto de torneos que conforman al US Open Series 2013.

## Cabeza de serie

### Individual masculino
| Tenista               | Ranking | Preclasificado |
| Novak Djokovic        | 1       | 1              |
| Andy Murray           | 2       | 2              |
| David Ferrer          | 3       | 3              |
| Rafael Nadal          | 4       | 4              |
| Tomáš Berdych         | 6       | 5              |
| Juan Martín del Potro | 7       | 6              |
| Richard Gasquet       | 9       | 7              |
| Stanislas Wawrinka    | 10      | 8              |
| Kei Nishikori         | 11      | 9              |
| Tommy Haas            | 12      | 10             |
| Milos Raonic          | 13      | 11             |
| Nicolás Almagro       | 14      | 12             |
| Fabio Fognini         | 16      | 13             |
| Gilles Simon          | 17      | 14             |
| Jerzy Janowicz        | 18      | 15             |
| Janko Tipsarević      | 19      | 16             |

### Dobles masculino
| Tenista                              | Ranking | Preclasificada |
| Bob Bryan Mike Bryan                 | 2       | 1              |
| Marcel Granollers Marc López         | 9       | 2              |
| Alexander Peya Bruno Soares          | 14      | 3              |
| Leander Paes Radek Štepánek          | 19      | 4              |
| Robert Lindstedt Daniel Nestor       | 29      | 5              |
| Ivan Dodig Marcelo Melo              | 36      | 6              |
| Max Mirnyi Horia Tecău               | 37      | 7              |
| Mariusz Fyrstenberg Marcin Matkowski | 39      | 8              |

### Individual femenino
| Tenista             | Ranking | Preclasificada |
| Serena Williams     | 1       | 1              |
| Victoria Azarenka   | 3       | 2              |
| Agnieszka Radwańska | 4       | 3              |
| Li Na               | 5       | 4              |
| Sara Errani         | 6       | 5              |
| Petra Kvitová       | 7       | 6              |
| Marion Bartoli      | 8       | 7              |
| Angelique Kerber    | 9       | 8              |
| Caroline Wozniacki  | 10      | 9              |
| Roberta Vinci       | 11      | 10             |
| Maria Kirilenko     | 12      | 11             |
| Samantha Stosur     | 13      | 12             |
| Kirsten Flipkens    | 14      | 13             |
| Sloane Stephens     | 15      | 14             |
| Jelena Janković     | 16      | 15             |
| Ana Ivanovic        | 17      | 16             |

### Dobles femenino
| Tenista                                  | Ranking | Preclasificada |
| Sara Errani Roberta Vinci                | 2       | 1              |
| Yekaterina Makarova Yelena Vesnina       | 10      | 2              |
| Anna-Lena Grönefeld Květa Peschke        | 25      | 3              |
| Raquel Kops-Jones Abigail Spears         | 34      | 4              |
| Sania Mirza Zheng Jie                    | 41      | 5              |
| Liezel Huber Nuria Llagostera Vives      | 44      | 6              |
| Kristina Mladenovic Galina Voskoboeva    | 44      | 7              |
| Anastasiya Pavliuchenkova Lucie Šafářová | 47      | 8              |

## Campeones

### Individual Masculino
Rafael Nadal venció a  Milos Raonic por 6-2, 6-2

### Individual Femenino
Serena Williams venció a  Sorana Cîrstea por 6-2, 6-0 

### Dobles Masculino
Alexander Peya /  Bruno Soares vencieron a  Colin Fleming /  Andy Murray por 6-4, 7-6(4)

### Dobles Femenino
Jelena Janković /  Katarina Srebotnik vencieron a  Anna-Lena Grönefeld /  Květa Peschke por 5-7, 6-2, [10-6]